# Пас, Луис Фернандо
Луи́с Ферна́ндо Пас Ва́ргас (исп. Luiz Fernando Paz Vargas; род. 9 июня 2004) — боливийский футболист, защитник клуба «Боливар» и сборной Боливии.

## Клубная карьера
Пас — воспитанник клуба «Боливар». 7 августа 2022 года в матче против «Насьональ Потоси» он дебютировал в боливийской Примере.

## Международная карьера
В 2023 году в составе молодёжной сборной Боливии Пас принял участие в молодёжном чемпионате Южной Америки в Колумбии. На турнире он был запасным и на поле не вышел.